# یواس‌اس کمدن (ای‌اس-۶)
یواس‌اس کمدن (ای‌اس-۶) (به انگلیسی: USS Camden (AS-6)) یک کشتی بود که طول آن ۴۰۳ فوت ۶ اینچ (۱۲۲٫۹۹ متر) بود. این کشتی در سال ۱۹۰۰ ساخته شد.